# Néda Ágnes
Néda Ágnes (Csíkszereda, 1939. január 26. – Kolozsvár, 2024. április 17.) erdélyi magyar matematikatanár, szerkesztő, Néda Árpád felesége, Néda Zoltán anyja.

## Életpályája
1959-ben matematika-fizika szakot végzett a kolozsvári Bolyai Tudományegyetemen. 1959–1964 között Farkaslakán, majd a Kolozs megyei Szucságon és Magyarlónán tanított. Már egyetemista korában (1956) kapcsolatba került a Matematikai és Fizikai Lapokkal (később Matematikai Lapok, majd Matlap), amelynek 1964-től szerkesztője volt, 1993-tól pedig főszerkesztője 2002-es nyugdíjazásáig.
A romániai magyar nyelvű matematikai ismeretek terjesztésében és a tehetséggondozásban kiemelkedő tevékenységéért 2007-ben megkapta a Farkas Gyula-emlékérmet
Festészettel is foglalkozott, több közös és egyéni tárlata volt.